# Baby Bandito
Baby Bandito es una serie de televisión chilena de drama y crimen, inspirada en el Robo del Siglo ocurrido en Santiago de Chile el año 2014, protagonizada por Nicolás Contreras, Francisca Armstrong, Pablo Macaya, Carmen Zabala y Lukas Vergara. Fue estrenada el 31 de enero de 2024 por Netflix.

## Sinopsis
Basada en la historia real de Kevin Olguín, la trama se adentra en la suntuosa vida de Kevin Tapia (Nicolás Contreras), quien junto a su banda planeó el "Atraco del Siglo" y se encargó de la dispersión de miguelitos, unos pinchadores de neumáticos que ayudaron al resto de los criminales a escapar de la persecución policial. Su hazaña fue recompensada con parte de lo sustraído, lo que le permitió huir a Europa junto a su pareja Génesis (Francisca Armstrong), quien provenía de un entorno privilegiado. Mientras desafían las normas y se enfrentan a una intensa persecución, su historia de amor se entrelaza con peligros extremos, a la vez que persiguen una vida fuera de lo común, donde la pasión y el riesgo culminan en un emocionante viaje hasta Roma.

## Reparto

### Principal
- Nicolás Contreras como Kevin Tapia "El Baby Bandito", un joven chileno que planea el robo del siglo junto a una banda conformada por su mejor amigo Panda, su novia Génesis, un excolega de su padre y una hábil ladrona.
- Francisca Armstrong como Génesis Roca, una joven adinerada que se fija en Kevin y lo acompaña en su travesía.
- Pablo Macaya como Héctor "El Pantera", uno de los socios de Kevin que antes trabajó con su padre.
- Carmen Zabala como Mística, una ladrona que se une a la banda de Kevin sin saber que los Carniceros están detrás de todo.
- Lukas Vergara como Felipe "Panda" Muñoz, el mejor amigo de Kevin y el miembro más joven de la banda.
- Sara Becker como Nidia.
- Marcial Tagle como papá de Génesis.
- Sigrid Alegría como mamá de Génesis.

### Recurrentes
- Mario Horton como Gabriel "Galgo" Robles, miembro de "Los Carniceros" e hijo del líder y Jefe.
- Mauricio Pešutić como Amador Robles, el líder de la peligrosa banda apodada "Los Carniceros".
- Daniel Muñoz como Pedro Tapia, papá de Kevin Tapia que se encuentra en la cárcel, alejado de su familia.
- Marcelo Alonso como Daniel "Ruso" Zapata, miembro de Los Carniceros, esposo de la hermana de Galgo y amante de este último.
- Paulina Urrutia como "La Buitre", colaboradora de Los Carniceros.
- Mariana Loyola como Ana, la mamá de Kevin.
- Grimanesa Jiménez como la abuela de Kevin.
- Álvaro Espinoza como Enzo, la expareja de Mística.
- Aldo Parodi como el dueño de la desarmaduría de autos.
- Luis Gnecco como papá de Panda.
- Francisca Imboden como la Fiscal Soraya Jadue.
- Ricardo Fernández Flores como Detective Bozo.
- Pablo Schwarz como trabajador del aeropuerto.
- Amparo Noguera como Natalia Robles, hermana de Galgo, hija de Amador y esposa de Ruso.
- Luis Uribe como Gerardo, el contacto entre el aeropuerto y Los Carniceros.

## Temporadas
| Temporada | Temporada | Episodios | Emisión original    | Emisión original    |
| Temporada | Temporada | Episodios | Primera emisión     | Última emisión      |
| --------- | --------- | --------- | ------------------- | ------------------- |
|           | 1         | 8         | 31 de enero de 2024 | 31 de enero de 2024 |

El 19 de noviembre de 2024, Netflix confirmó la realización de una Segunda temporada de la serie, sin detallar capítulos ni fechas de inicio de grabaciones.

## Producción
La serie producida por Fábula y guionada por Juan Andrés Rivera y Luis Pérez, fue rodada en Chile e Italia el año 2023, y está basada en la historia real de Kevin Olguín, uno de los integrantes de la banda que realizó el robo de más de 6,000 millones de pesos chilenos (seis millones de dólares aproximadamente), un mediático atraco ocurrido en el Aeropuerto Internacional Arturo Merino Benítez de Santiago de Chile en 2014, el cual fue denominado en dicho país como el Robo del Siglo, cuando un grupo de delincuentes sustrajo el dinero de un camión de la empresa Brink’s, dedicado al transporte de dinero en efectivo. El joven tomó una parte del botín, viajó a Europa y se dio una vida de lujos junto a su pareja, la que expuso en publicaciones en sus redes sociales.
«La serie no es tanto sobre el robo, sino de cómo puede cambiar la gente cuando tiene plata, eso es algo muy humano que puede vivir cualquiera. No hay idealización, sino que es una realidad», indicó la actriz Francisca Armstrong en una entrevista concedida a El Universal. Mientras que el protagonista, Nicolás Contreras, señaló que «Me dediqué a estudiar el caso, a revisarlo, pero también a tener respeto con la persona de la cual estaba inspirado el personaje. Cada uno sufre la repercusión de sus hechos, entonces nadie sale victorioso, así como sucede en la vida real», sostuvo, considerando que el enfoque busca mostrar el declive tras la fuga y evita glorificar los actos delictivos.
La serie fue dirigida por Julio Jorquera, Fernando Guzzoni y Pepa San Martín y cuenta con la canción «Bendito» del reggaetonero chileno Pailita como tema principal, en una banda sonora donde también destaca «Vida Peligrosa» del joven reggaetonero Standly.
El nombre de la serie hace referencia a Il Baby Bandito, el ápodo con el que fue bautizado a Kevin Olguín por la prensa internacional el año 2014.